# Sidney Littlefield Kasfir
Sidney Littlefield Kasfir (... – Nairobi, 29 dicembre 2019) è stata una critica d'arte statunitense.
È una delle massime studiose di arte africana e arte contemporanea africana.

## Biografia
Sidney Carolyn Littlefield Kasfir
Si laurea in storia dell'arte all'Università di Harvard e prende il dottorato nel 1979 alla SOAS School of Oriental and African Studies dell'Università di Londra con una tesi su Visual Arts of the Idoma of Central Nigeria. Già dal 1967 al 1969 è direttore della Nommo Galley di Kampala gestita dal Ministero della cultura dell'Uganda. e dal 1974 al 1975 è curatore di antropologia nella galleria Dortmouth College.
Tra il 1975 e il 1976 è docente in arte africana e civilizzazioni africane all'Institute of African Studies dell'Università di Jos in Nigeria e l'anno successivo all'Università di Ibadan, sempre in Nigeria, dove lavora anche come curatore all'Istituto di studi africani della stessa università. 
Nel 1985 e 1986 è visiting assistant professor al Middlebury College e nel 1987 all'Università del Massachusetts di Boston.
Dal 1989 comincia a lavorare alla Emory University, fino al 1995 come assistente, dal 1995 come professore associato e dal 2006 come professore di storia dell'arte africana.
Dal 1993 al 1997 è consulente del Museo Michael C. Carlos dell'Emory University e dal 1998 al 2006 è il suo curatore di arte africana. Nel 2011 va in pensione.

## Attività
Il lavoro di ricerca di Sidney Littlefield Kasfir ha avuto un ruolo fondamentale nel riformulare il modo in cui ricercatori, artisti, musei e pubblico comprendono e categorizzano l'arte africana. In particolare i suoi studi contribuiscono allo studio dei concetti di oggetto, turismo, patrimonio e artista. La studiosa ha avuto anche un ruolo importante nello studio del sistemi di educazione artistica in Africa e in particolare nello sviluppo di istituzioni informali (i cosiddetti workshop) promossi da artisti internazionali sul continente.
È nel comitato scientifico delle riviste "African Arts" (dal 1996) e "Critical Interventions" (dal 2006).

### Pubblicazioni
- Contemporary African Art, Thames and Hudson, 1999. Edizione in francese L'Art contemporain africani nel 2000.
- African Art the Colonial Encounter: Inventing a Global Commodity, Indiana University Press, 2007.
- Rethinking the Workshop: African Art and Agency, a cura di e con Till Förster, Indiana University Press, African Expressive Cultures, 2013.